# Viktor Eglitis
Viktor Eglitis (* 15. Dezember 1951) ist ein ehemaliger deutscher Fußballspieler.

## Leben
Eglitis, der im Mittelfeld zum Einsatz kam, schloss sich 1974 von Olympia Bad Schwartau kommend dem HSV Barmbek-Uhlenhorst an und trat mit den Hamburgern 1974/75 in der neugegründeten 2. Fußball-Bundesliga an. Dort war er mit 36 Spielen (2922 Einsatzminuten) Stammspieler und erzielte im Saisonverlauf fünf Tore. Allerdings stieg Eglitis mit der Mannschaft als Tabellenletzter bei einer Bilanz von sechs Siegen, acht Unentschieden und 24 Niederlagen aus der 2. Bundesliga ab. Später spielte Eglitis beim VfB Lübeck, 1982 wechselte er zum TuS Hoisdorf.